# گریگور ملیک-آواگیان
گریگور گئورگی ملیک-آواگیان (ارمنی: Գրիգոր Գևորգի Մելիք-Ավագյան؛  ۲۱ مارس ۱۸۷۹ – ۲۳ اکتبر ۱۹۹۴) یک کارگردان فیلم اهل ارمنستان بود. وی بین سال‌های ۱۹۵۱ تا ۱۹۸۵ میلادی فعالیت می‌کرد.

## زندگی‌نامه
وی در ۲۱ ژوئن ۱۹۲۰ در تفلیس به دنیا آمد و از فارغ‌التحصیل شد. وی همچنین برندهٔ جوایزی همچون هنرمند مردمی ارمنستان شوروی (۱۹۷۴) شده‌است. وی در ۲۳ اکتبر ۱۹۹۴ در سن ۷۴ سالگی در مسکو درگذشت.

## گزیده فیلمشناسی
از فیلم‌ها یا برنامه‌های تلویزیونی که وی کارگردانی نموده‌است می‌توان به قلب مادر (۱۹۵۷)، و باغ سیب (۱۹۸۵) اشاره کرد.